# APICS
APICS (Ассоциация операционного менеджмента, англ. The Association for Operations Management) — некоммерческая международная образовательная организация, реализующая программы стандартизации и сертификации специалистов в области производственного операционного управления. Основана в 1957 году как Американское сообщество производства и управления запасами. По состоянию на 2013 год в ассоциации состоит более 50 тыс. индивидуальных и корпоративных членов из более чем 10 тыс. компаний. Штаб-квартира с апреля 2008 года располагается в Чикаго.
Ассоциация включает в сферу операционного менеджмента элементы проектирования, инжиниринга, информационных систем управления, управления качеством, управления производством, управления запасами, бухгалтерского учета, направленные на эффективное планирование, координацию, реализацию и контроль производственных и сервисных организаций.
Программы сертификации по состоянию на 2013 год: CPIM (сертификация в области управления производством и запасами), CSCP (сертификация в области управления цепочкой поставок) и APICS CFPIM (действительные члены в области управления производством и запасами). До 2008 года действовала программа CIRM (сертификация в области комплексного управления ресурсами).
В 2011 году ассоциация опубликовала третье издание «Свода знаний по операционному менеджменту» (APICS Operations Management Body of Knowledge, OMBOK), в этом документе определена сфера применения профессии и зоны развития специалистов управления операциями. Кроме этого, ассоциация издаёт периодические журналы APICS magazine и The Production and Inventory Management Journal, а также выпускает регулярно обновляемый глоссарий The APICS Dictionary.